# Jérôme Owono-Mimboe
Jérôme Owono-Mimboe, né le 4 février 1933 à Ebolboum (Ngoulemakong) dans la Région du Sud, et mort le 15 juillet 2016 à Yaoundé, est un prélat catholique camerounais. Il est évêque d'Obala pendant vingt-deux ans, de 1987 à 2009, puis évêque émérite.

## Biographie
Après des études secondaires au Petit séminaire d’Akono, puis de Mva'a, et des études supérieures au Grand séminaire d’Otélé, il poursuit sa formation en France.
De retour au Cameroun, il est ordonné prêtre le 22 juillet 1962. En 1974 il soutient à l'université de Yaoundé un mémoire de DES en Lettres intitulé Ferdinand Oyono : l'homme et l'œuvre. 
Le pape Jean-Paul II le nomme évêque d'Obala le 3 juillet 1987, charge qu'il conserve jusqu'à sa retraite le 3 décembre 2009. Sosthène Léopold Bayemi Matjei lui succède.